# Degeberga-Everöds församling
Degeberga-Everöds församling er en svensk forsamling (menighed) i Villands och Gärds kontrakt i Lunds Stift. Forsamlingen ligger i Kristianstads kommune i Skåne län og udgør sit eget partorat.

## Administrativ historik
Forsamlingen blev etableret i 2014 gennem en sammenlægning af Degeberga församling og Everödsbygdens församling og udgør derefter sit eget pastorat.

## Kirker
- Degeberga kirke
- Huaröds kirke
- Hörröds kirke
- Maglehems kirke
- Vittskövle kirke
- Everöds kirke
- Lyngsjö kirke
- Öster Sönnarslövs kirke